# バイオ医薬品
バイオ医薬品（英語: biopharmaceutical）、生物学的製剤（英語: biological medical product）、バイオロジクス（英語: biologic）と呼ばれるものは、生物を用いて製造、抽出、半合成などされた医薬品のことである。化学合成された医薬品と異なり、ワクチン、血液またはその成分、アレルゲン、体細胞、遺伝子治療、組織、リコンビナントタンパク、および細胞治療における生細胞を含む。バイオ医薬品は糖、タンパク、核酸、またはそれらの混合物を含む。これらはヒト、動物、または微生物といった生物から得られる。 
バイオ医薬品をめぐる用語については、その下位分類について組織、団体ごとに異なった名称が用いられている。規制当局によっては biological medicinal products ないし therapeutic biological product という用語は、タンパクや核酸といった高分子として製造された医薬品を、血液やその成分、ワクチンといった生物から直接抽出された製品と区別するために用いられている。 スペシャリティ医薬品と呼ばれる高価な薬品群を対象とする分類は、しばしばバイオ医薬品を含む。
例えば遺伝子、または細胞によるバイオ医薬品は研究の最前線であることが多く、代替療法のない疾病の処置に用いられる。
法制度によっては、バイオ医薬品は低分子薬や医療機器と異なる規制下にある場合もある。

## 主要分類

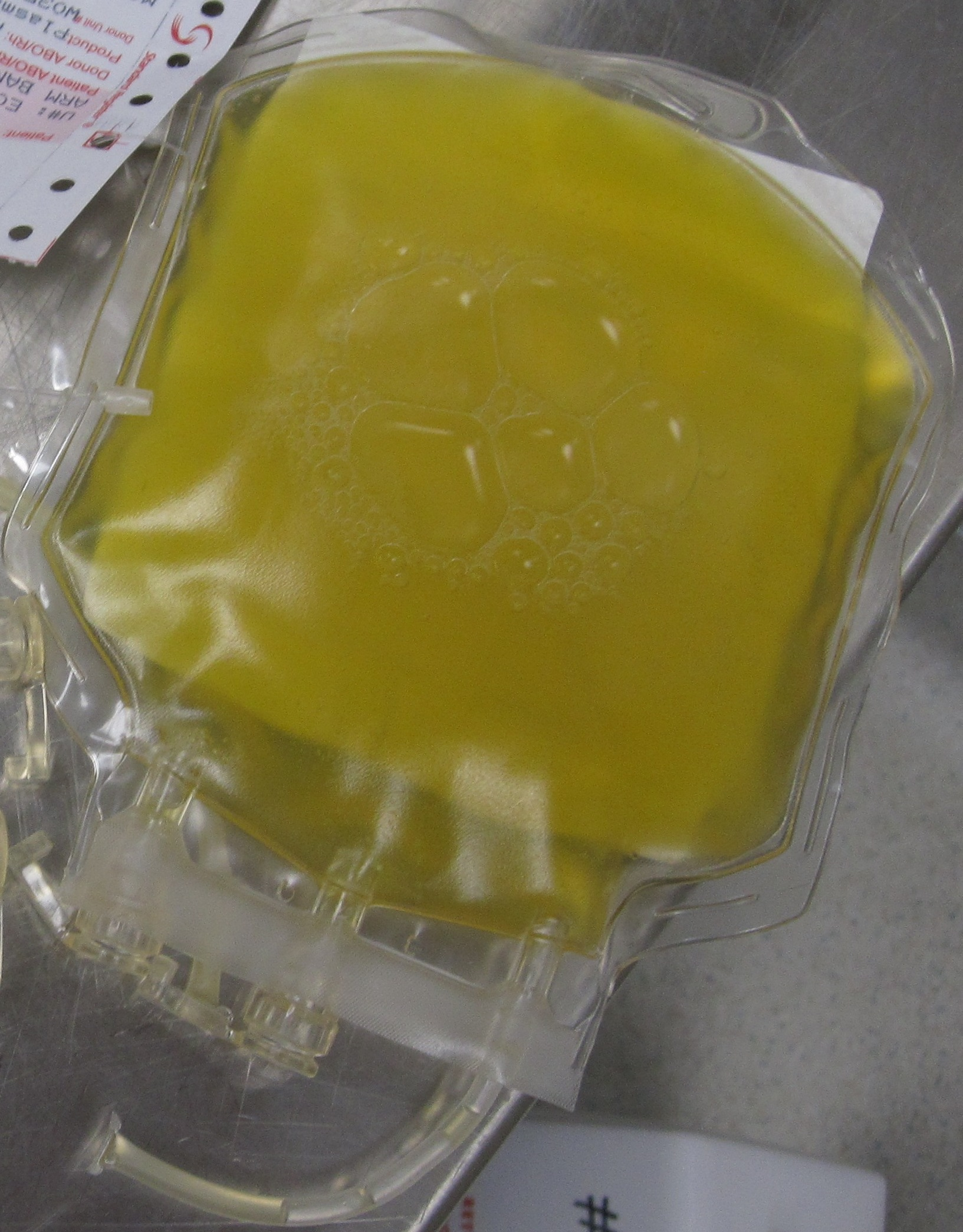
血漿は生物から直接採取されるバイオ医薬品の一例である

### 生体由来材料
最も古いバイオ医薬品の一部は動物やヒトに由来するものである。重要な製品には
- 全血、およびその他の血液製剤
- 組織、および臓器移植
- 幹細胞療法
- 受動免疫のための抗体

が含まれる。インスリンのように、かつて動物から採取されていたバイオ医薬品の一部は今日ではリコンビナントDNA（組換えDNA）を用いて生産されることが一般的になっている。

### リコンビナントDNAによる製品
<バイオ医薬品>という用語は広義には様々な生物学的医薬品に用いられるが、多くの場合、より狭義にリコンビナントDNAを含むバイオテクノロジーを利用して生産された医薬品を指す。一般名に（遺伝子組換え）が添えられるこれらの医薬品は通常、以下の3種のいずれかに分類される。 
1. 生体自身のシグナルタンパクと（ほぼ）同一の物質。例としては、血液産生を促すエリスロポエチン、いわゆる「成長ホルモン」、インスリンなどが挙げられる。
2. モノクローナル抗体。これらは免疫系が微生物やウイルスに対処するために用いる抗体に似ているが、ハイブリドーマなどの手法を用いて設計されたものであり、体内の任意の物質に対し対抗、ないし阻害することができる。これらの例は下表に示されている。
3. 受容体複合物（融合タンパク質）。通常、天然の受容体構造とイムノグロブリンを結合したものである。これらでは、受容体構造が特異性を発揮し、イムノグロブリン構造が安定性やその他の薬理的特徴に寄与する。下表にも例が示されている。

| 一般名                           | 商標                       | 適応症                                                                   | 分類                                                                             | 作用機序                          |
| -------------------------------- | -------------------------- | ------------------------------------------------------------------------ | -------------------------------------------------------------------------------- | --------------------------------- |
| アバタセプト                     | Orencia（オレンシア）      | 関節リウマチ                                                             | イムノグロブリン-CTLA4融合タンパク                                               | T細胞不活化                       |
| アダリムマブ                     | Humira（ヒュミラ）         | 関節リウマチ、強直性脊椎炎、乾癬性関節炎、乾癬、潰瘍性大腸炎、クローン病 | モノクローナル抗体                                                               | TNFアンタゴニスト                 |
| アレファセプト                   | Amevive（アメビブ）        | chronic plaque psoriasis                                                 | イムノグロブリン-G1融合タンパク                                                  | 未解明                            |
| エリスロポエチン                 | Epogen、Epogin（エポジン） | ガン化学療法による貧血、慢性腎不全                                       | リコンビナントタンパク                                                           | 造血刺激                          |
| エタネルセプト                   | Enbrel（エンブレル）       | 関節リウマチ、強直性脊椎炎、乾癬性関節炎、乾癬                           | 完全ヒト型可溶性TNFα/LTαレセプター                                               | TNF アンタゴニスト                |
| インフリキシマブ                 | Remicade（レミケード）     | 関節リウマチ、強直性脊椎炎、乾癬性関節炎、乾癬、潰瘍性大腸炎、クローン病 | モノクローナル抗体                                                               | TNF アンタゴニスト                |
| トラスツズマブ                   | Herceptin（ハーセプチン）  | 乳ガン                                                                   | モノクローナル抗体                                                               | HER2/neu (erbB2) アンタゴニスト   |
| ウステキヌマブ                   | Stelara（ステラーラ）      | 乾癬                                                                     | モノクローナル抗体                                                               | IL-12 および IL-23 アンタゴニスト |
| デニロイキン・ディフティトックス | Ontak                      | cutaneous T-cell lymphoma (CTCL)                                         | Diphtheria toxin engineered protein combining Interleukin-2 and Diphtheria toxin | インターロイキン-2受容体結合物    |
| ゴリムマブ                       | Simponi（シンポニー）      | 関節リウマチ、乾癬性関節炎、強直性脊椎炎、クローン病                     | モノクローナル抗体                                                               | TNFアンタゴニスト                 |

## バイオシミラー
バイオシミラー（Biosimilar; BS）は、類似バイオ医薬品（similar biotherapeutic products）、バイオ後続品（follow-on biologics、subsequent entry biologics）とも呼ばれている。2009年（平成21年）3月4日「バイオ後続品の承認申請について」が通知され、医薬品申請における新たな区分としてバイオ後続品が追加された。これにより、バイオシミラーは、新有効成分含有医薬品（ピカ新、先発品）やジェネリック医薬品（ゾロ薬、後発品）とは区分して取り扱われることになった。同日、「バイオ後続品の品質・安全性・有効性確保のための指針」が発出され、バイオ後続品の定義、対象範囲、及びバイオ後続品の品質・有効性・安全性確保に関する考え方などが示された。

バイオシミラーの対象は 、
1. 微生物や培養細胞を用いて生産され、高度に精製され、一連の適切な分析方法により特性解析ができる遺伝子組換えタンパク質（単純タンパク質及び糖タンパク質を含む）、ポリペプチド及びそれらの誘導体並びにそれらを構成成分とする医薬品（例えば、抱合体）。
2. 細胞培養技術を用いて生産される非組換えタンパク質医薬品、あるいは組織及び体液から分離されるタンパク質やポリペプチドのような上記の範疇以外の医薬品であっても、高度に精製され、品質特性解析可能な医薬品には適用できる場合がある。

バイオシミラーの対象外は、
1. 従来型ワクチンや、ヘパリンなどの多糖類。
2. わが国において審査経験／使用実績のない製品。
3. バイオ後続品に対するバイオ後続品（将来的な可能性としてはあり得る）。

バイオシミラーは、先行品のバイオ医薬品とアミノ酸配列は先行品と同一だが、細胞株や培養工程は製造業者により異なることから、糖鎖や不純物の割合などが完全には一致しないものの、厳格な品質試験、薬理試験、毒性試験及び臨床試験によって医薬品としての同等性／同質性（comparability。「品質の類似性が高く、品質に何らかの差異があっても安全性・有効性に影響を及ぼさないこと」）が検証されている。

バイオ医薬品は高分子化合物で、分子構造が複雑であることから、バイオシミラーでは同一性を示すことが困難なことが、ジェネリック医薬品（後発医薬品）と大きく異なる。
1. ジェネリック医薬品では「生物学的同等性」が示されればよいのに対し、バイオシミラーは新薬に準ずる申請資料の提出が要求される。
2. バイオシミラーでは免疫原性等に注意する必要があるため、製造販売後に安全性に関する調査を行う必要がある。
3. ジェネリック医薬品の薬価は先発品の50%（内用薬で10品目を超える場合は40％、2017年10月現在）であるのに対し、バイオシミラーの薬価は、先行バイオ医薬品の70％が基本となり、臨床試験が必要なことから10％を上限とした上乗せが相談事項として認められている。

バイオシミラーの一般的名称は、先行バイオ医薬品の一般的名称（遺伝子組換えに係る記載を除く）の末尾に「後続1 (2, 3,…)」を角括弧書きで追加する。バイオシミラーの販売名は、先行バイオ医薬品の一般的名称（「遺伝子組換え」は省略）の末尾に、バイオ後続品であることを示すために「BS」と記載し、剤形、含量及び会社名（屋号等）を付すことが原則となる。

例　トラスツズマブ（ハーセプチン）のBSで3剤目は、
- 一般名：トラスツズマブ［トラスツズマブ後続3］
- 販売名：トラスツズマブBS点滴静注用「ファイザー」

また、ジェネリック医薬品と同様に、先行バイオ医薬品の製薬会社が子会社等を通じて、有効成分や製法が先行品と同一であるバイオセイム（オーソライズド・ジェネリック）も発売されている。

### 日本で承認されているバイオシミラー
（　）内は先発品の商品名2021年5月12日現在
- ソマトロピン（ジェノトロピン） - ヒト成長ホルモン製剤
- インスリン　グラルギン（ランタス）-持効型溶解インスリンアナログ製剤
- インスリン　リスプロ（ヒューマログ）- 超速効型インスリンアナログ製剤
- インスリン　アスパルト（ノボラピッド）- 超速効型インスリンアナログ製剤
- フィルグラスチム（グラン）- ヒトG-CSF製剤
- テリパラチド（フォルテオ) - 骨粗鬆症治療剤
- エポエチン　アルファ（エスポー）- ヒトエリスロポエチン製剤
- ダルベポエチン　アルファ（ネスプ）- 持続型赤血球造血刺激因子製剤　-　バイオセイム（オーソライズド・ジェネリック）が既発[15]
- アガルシダーゼ　ベータ（ファブラザイム）- 酵素製剤、ファブリー病治療剤
- インフリキシマブ（レミケード） - 抗ヒトTNFαモノクローナル抗体製剤
- アダリムマブ（ヒュミラ） - 抗ヒトTNFαモノクローナル抗体製剤
- リツキシマブ（リツキサン） - 抗CD20モノクローナル抗体、抗悪性腫瘍剤
- トラスツズマブ（ハーセプチン） - 抗HER2ヒト化モノクローナル抗体、抗悪性腫瘍剤
- ベバシズマブ（アバスチン） - 抗VEGFヒト化モノクローナル抗体
- エタネルセプト（エンブレル）- 完全ヒト型可溶性TNFα/LTαレセプター製剤

### 欧米のみで承認されているバイオシミラー
（　）内は先発品の商品名2021年1月4日現在
- ペグフィルグラスチム（Neulasta) - ヒトG-CSF製剤
- ホリトロピン　アルファ（ゴナールエフ） - ヒト卵胞刺激ホルモン（FSH）製剤